# Julio III
Julio III (en latín: Iulius PP. III), de nombre secular Giovanni Maria Ciocchi del Monte (Roma, 10 de septiembre de 1487- Roma, 23 de marzo de 1555) fue el 221.er papa de la Iglesia católica, desde  el 7 de febrero de 1550 hasta su muerte.

## Biografía
Tras estudiar jurisprudencia y teología en Perugia y Siena, sucedió a un tío suyo en el arzobispado de Siponto en 1512, cargo que desempeñó hasta que, en 1520, fue nombrado obispo de Pavía.
Rehén de las tropas de Carlos V durante el Saqueo de Roma en 1527, fue nombrado cardenal presbítero por Paulo III en 1536 y fue encargado por este papa de los preparativos del Concilio de Trento, que llegó a presidir.

## Papado
Elegido papa en un cónclave al que asistieron cuarenta y ocho cardenales, adoptó en su coronación el nombre de Julio III. Carlos I de España se había opuesto inicialmente a su elección, para la que proponía como candidato a Juan Álvarez de Toledo; no obstante, cedió ante el acuerdo de franceses e italianos en el nombramiento del cardenal del Monte; con todo, encontró más adelante en él un fiel aliado. Elegido el 7 de febrero, fue coronado el 22 de febrero de 1550.
El nuevo papa se encontró con la actividad conciliar interrumpida y no logró reanudarla hasta un año después. El primer día de mayo de 1551 se abrían otra vez las sesiones del concilio. Lo hacían en Trento. El emperador no habría admitido otra sede, y el papa, cuyo carácter no era precisamente enérgico, le temía lo suficiente como para no osar contravenir sus deseos. Los obispos y demás representantes franceses no acudieron a la cita, pues no se lo permitió su nuevo rey, Enrique II.
La precaria paz entre Francia y el eje España-Imperio estaba a punto de ruptura. Los asuntos italianos y, ligado a ellos, el papa, dieron ocasión a la contienda. Julio III restauró a Octavio Farnesio, el nieto del anterior papa Paulo III y yerno de Carlos V, en el ducado de Parma, quien debía cederlo a su suegro en cumplimiento de un compromiso anterior. Para retener el ducado, Octavio no tuvo reparo en pedir la ayuda del rey francés, quien estuvo presto a concedérsela por su rivalidad con el emperador. El papa, desairado por el duque y acosado por Francia, unió sus fuerzas a las de Carlos V. Enrique II se confabuló con los turcos, que hostigaron las costas italianas mientras él se apoderaba de Siena y llevaba la guerra al centro de Italia.
En 1551 firmó el acta de creación de la Universidad Mayor de San Marcos, la Decana de América, en la Ciudad de los Reyes, capital del Virreinato del Perú y actual capital de la República del Perú, rebautizada como Lima .
En 1552 se clausuraba súbitamente el concilio de Trento. Julio III sobrevivió hasta marzo de 1555, pero ya no tuvo coraje para reanudarlo.
EL 20 de julio de 1554 envió a los primeros misioneros al Nuevo Mundo, concediendo especiales facultades a los dominicos, franciscanos y agustinos.
Durante este tiempo san Juan de la Cruz fundó la Orden de los hermanos de la Caridad, aunque solo se consolidó la orden bajo el papado de Pío V.
Las profecías de San Malaquías se refieren a este papa como De corona montana (De la corona del monte), cita que hace referencia al nombre con que fue bautizado y a que en su escudo de armas figuran dos coronas.

## Escándalo
El papado de Julio estuvo marcado por escándalos, el más notable de los cuales giró en torno al sobrino adoptivo del papa, Inocencio Ciocchi Del Monte. Innocenzo del Monte era un mendigo adolescente hallado en las calles de Parma, que fue contratado por la familia como sirviente joven de baja categoría en su residencia principal, variando la edad del jovencito según diferentes versiones entre 14, 15 y 17 años. Después de la elevación de Julio al papado, Innocenzo Del Monte fue adoptado por la familia por medio del hermano del papa, y bien pronto Julio lo convirtió en cardenal-sobrino. Julio dispensó a su favorito con beneficios, incluyendo el ser el comendatario de las abadías de Mont Saint-Michel, en Normandía, y San Zenón, en Verona, y, más tarde, de las abadías de San Saba, Miramondo, Grottaferrata y Frascati, entre otros.
Aun cuando comenzaron a aflorar rumores respecto a la particular relación entre el papa y su sobrino adoptivo, Julio se negó a escuchar consejos. Los cardenales Reginald Pole y Giovanni Carafa advirtieron al papa de las «malas suposiciones a las que la elevación de un joven huérfano podría dar lugar». Este escándalo llegó a conocerse en su época como el pueribus amoribus implicitus («enredado en amores infantiles» o, lo que es lo mismo, pedofilia). El poeta Joachim du Bellay, que vivió en Roma durante este período en el séquito de su pariente el cardenal Jean du Bellay, expresó su opinión escandalizada de Julio en dos sonetos en su serie Les regrets (1558); escribió que odiaba ver «a un Ganímedes con el sombrero rojo en la cabeza».  El cortesano y poeta Girolamo Muzio, en una carta de 1550 a Ferrante Gonzaga, gobernador de Milán, escribió: «Se escriben muchas cosas malas acerca de este nuevo papa, que es vicioso, orgulloso y que tiene algo raro», y los enemigos del papa aprovecharon muy bien el escándalo. Thomas Beard, en su obra El teatro del juicio de Dios (1597) decía que era costumbre de Julio III «...no promover a nadie a cargos eclesiásticos, exceptuando solo a quienes lo sodomizaban». En Italia se dijo que Julio mostró la impaciencia de un «amante a la espera de su querida» mientras esperaba la llegada de Innocenzo a Roma, y se jactó de la destreza del jovencito en la cama, mientras que el embajador de Venecia informó de que Innocenzo del Monte compartió la cama del papa «...como si él [Innocenzo] fuera el propio hijo o nieto [de Julio III]».
A pesar del daño que el escándalo estaba infligiendo en la Iglesia, no fue sino hasta después de la muerte de Julio III en 1555 cuando se pudo hacer algo para frenar la visibilidad de Innocenzo. Fue sometido a destierro temporal tras el asesinato de dos hombres que lo habían insultado, y luego otra vez tras la violación de dos mujeres. Trató de usar sus conexiones en el Colegio de Cardenales para defender su causa, pero su influencia se había desvanecido y murió en el olvido. Fue enterrado en Roma, en la capilla de la familia Del Monte. Una de las consecuencias del escándalo del cardenal-sobrino, sin embargo, fue la reordenación del puesto de secretario papal de Estado, ya que el titular tuvo que hacerse cargo de los deberes que Innocenzo Del Monte era incapaz de realizar. El secretario de Estado, finalmente, sustituyó al cardenal-sobrino como el funcionario más importante de la Santa Sede.